# ماعز الألب

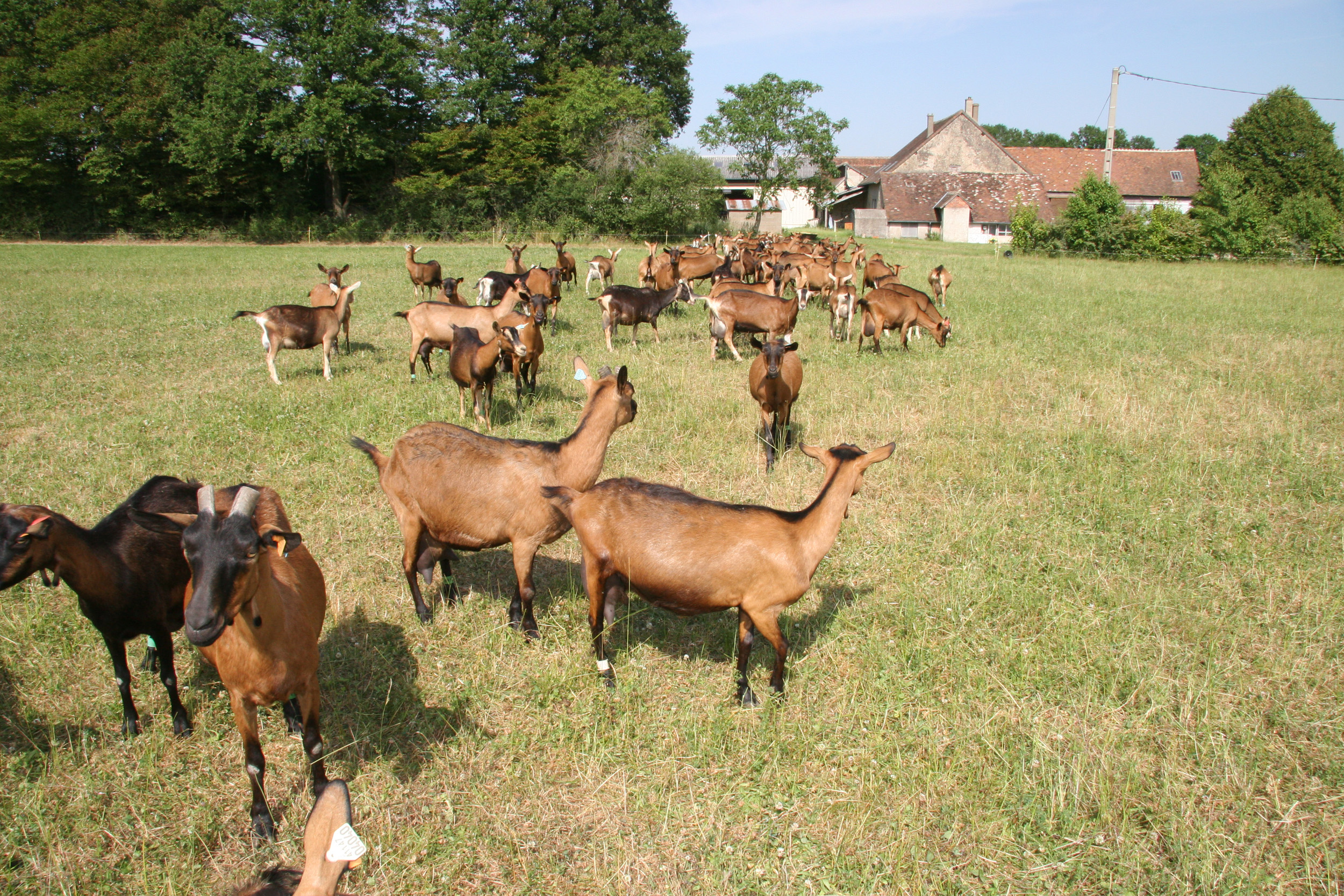
قطيع من ماعز الألب بأحد المراعي

ماعز الألب هي سلالة ماعز محلية_(تُعرف أيضاً باسم ماعز الألبين، معروفة بقدرتها الجيدة جدا على إنتاج الحليب.
هذه السلالة متعددة الألوان ولا توجد بها علامات. تمتاز بآذان وقرون منتصبة، ووجه مقعر.
نشأت السلالة في جبال الألب السويسرية (سبب التسمية). ويبلغ وزن الناضجة منها 57كجم. تتنوع ألوانها بين الأبيض والرمادي والبني والأسود. ماعز الألب جيدة لإنتاج الحليب، ويستخدم حليبها في إنتاج الجبن، والصابون، والمثلجات.

## اقرأ كذلك
- قائمة مزدوجات الأصابع حسب العدد